# D'Ekker
d'Ekker is een woonwijk in de Nederlandse gemeente Veldhoven. De wijk ligt ten oosten van Zonderwijk, ten zuiden van Cobbeek en ten westen van Meerveldhoven.
De wijk d'Ekker werd gebouwd tussen 1952 en 1957 en was de eerste grootschalige nieuwbouwwijk in Veldhoven.

## Bouw van de wijk
Het eerste bestemmingsplan voor Veldhoven werd door de gemeente gepresenteerd in april 1951. Daarin opgenomen was een geheel nieuwe woonwijk genaamd d'Ekker, die moest verrijzen tussen de vier oude woonkernen. Tussen 1952 en 1957 werden in totaal meer dan 1200 woningen gebouwd. De straten in de wijk werden vernoemd naar oude akkernamen, planten en gewassen. Daarnaast werden ook historische namen gebruikt, zoals namen van de heren en vrouwen van Oerle, Veldhoven en Zeelst uit de 16de en 17de eeuw. De belangrijkste doorgaande weg werd de Burgemeester van Hoofflaan, vernoemd naar Albertus van Hooff. Van Hooff was de eerste burgemeester van de gemeente Veldhoven en overleed kort voor de aanleg van de wijk.

## De Oude Kerkhof

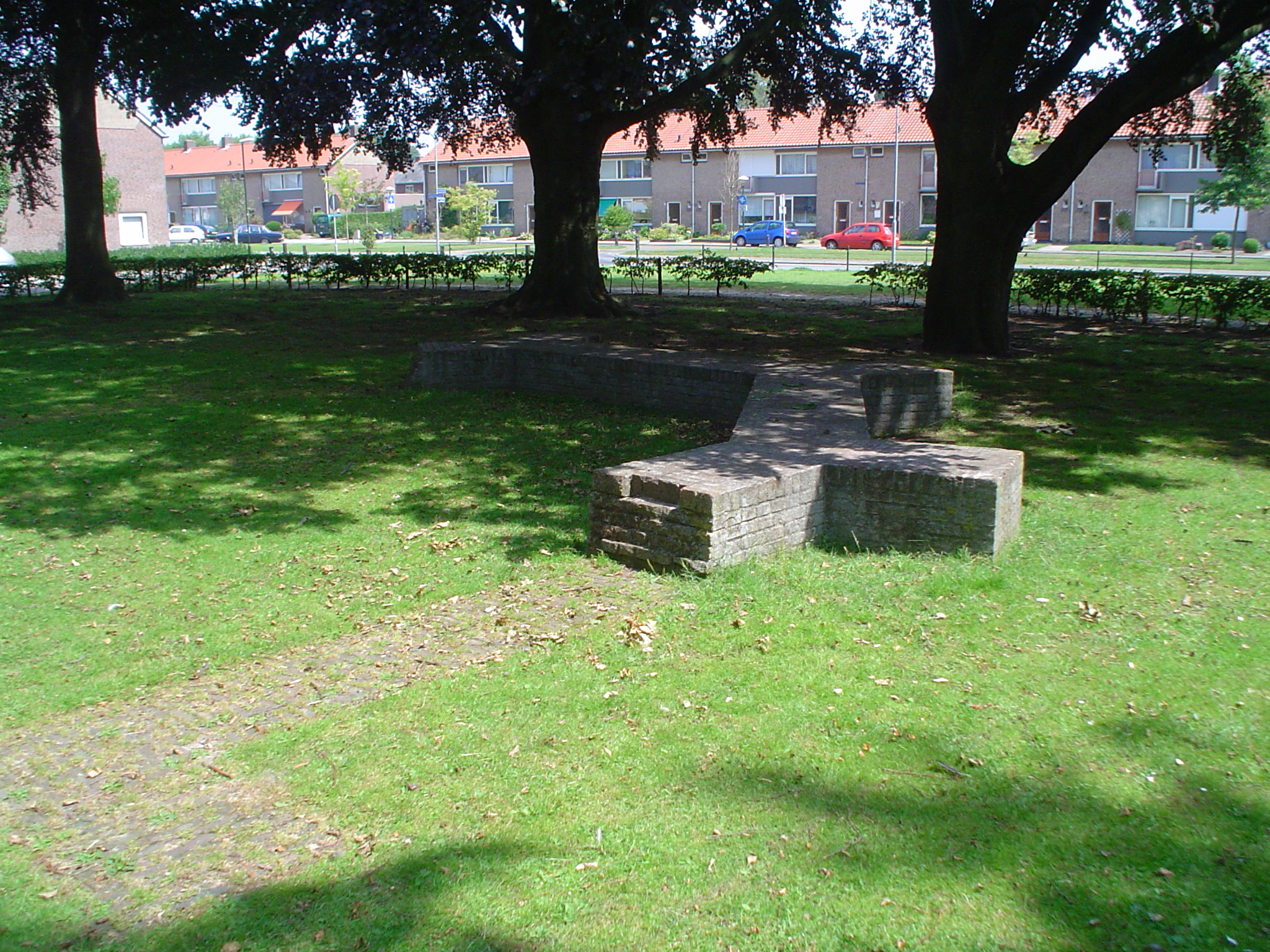
Het plantsoen bij De Oude Kerkhof met in het gras de funderingen van de oude kerk gemarkeerd

Het plantsoen bij De Oude Kerkhof bevat archeologische restanten van de laat-middeleeuwse kerk van Veldhoven. Deze kerk werd aan het begin van de 15e eeuw gebouwd in opdracht van de Abdij van Floreffe. De kerkdiensten werden verzorgd door pastoors uit de abdij van Postel. Het dorp Veldhoven had toen nog geen aaneengesloten bebouwing, maar bestond slechts uit een aantal verspreid gelegen gehuchten. Om die reden werd het kerkgebouw op een locatie gebouwd die enigszins centraal lag ten op zichten van deze gehuchten. Deze locatie lag toen te midden van de akkers, nabij het gehucht Zonderwijk. Op 8 januari 1540 brak er brand uit in de kerk, waarbij een deel van het interieur verloren ging.
Na de Vrede van Münster in 1648 kwam het kerkgebouw in protestantse handen. De katholieken betrokken noodgedwongen een schuurkerk nabij de huidige Sint Caeciliakerk. De protestantse gemeente in Veldhoven was klein en had moeite om het kerkgebouw te onderhouden. In 1743 waren de fundamenten door vocht aangetast, waardoor de muren uit het lood kwamen te staan en de dakspanten scheurden. In 1768 werd 750 gulden geleend om de versleten kerktoren te herbouwen. In december 1794 werd de kerk opengebroken door mannen die het gebouw wilden opeisen voor de Bataafse Republiek. Hierbij werden vernielingen aangericht. In 1798 werd de kerk weer overgedragen aan de katholieken. Het gebouw was echter dusdanig in verval geraakt, dat men besloot de schuurkerk te blijven gebruiken. Vanwege instortingsgevaar werd in 1815 de kerk gesloopt, met uitzondering van de kerktoren. In 1834 werd uiteindelijk ook de toren gesloopt. Het vrijgekomen materiaal werd hergebruikt bij de bouw van de Waterstaatskerk in de kern van Veldhoven.
Het perceel rondom het voormalige kerkgebouw bleef nog lange tijd in gebruik als begraafplaats. Na de bouw van de wijk d'Ekker werden de graven geruimd en het geheel werd heringericht als plantsoen. Na archeologisch onderzoek werden door middel van metselwerk de funderingen van de oude kerk gemarkeerd in het gras.

## Heilige Jozefkerk

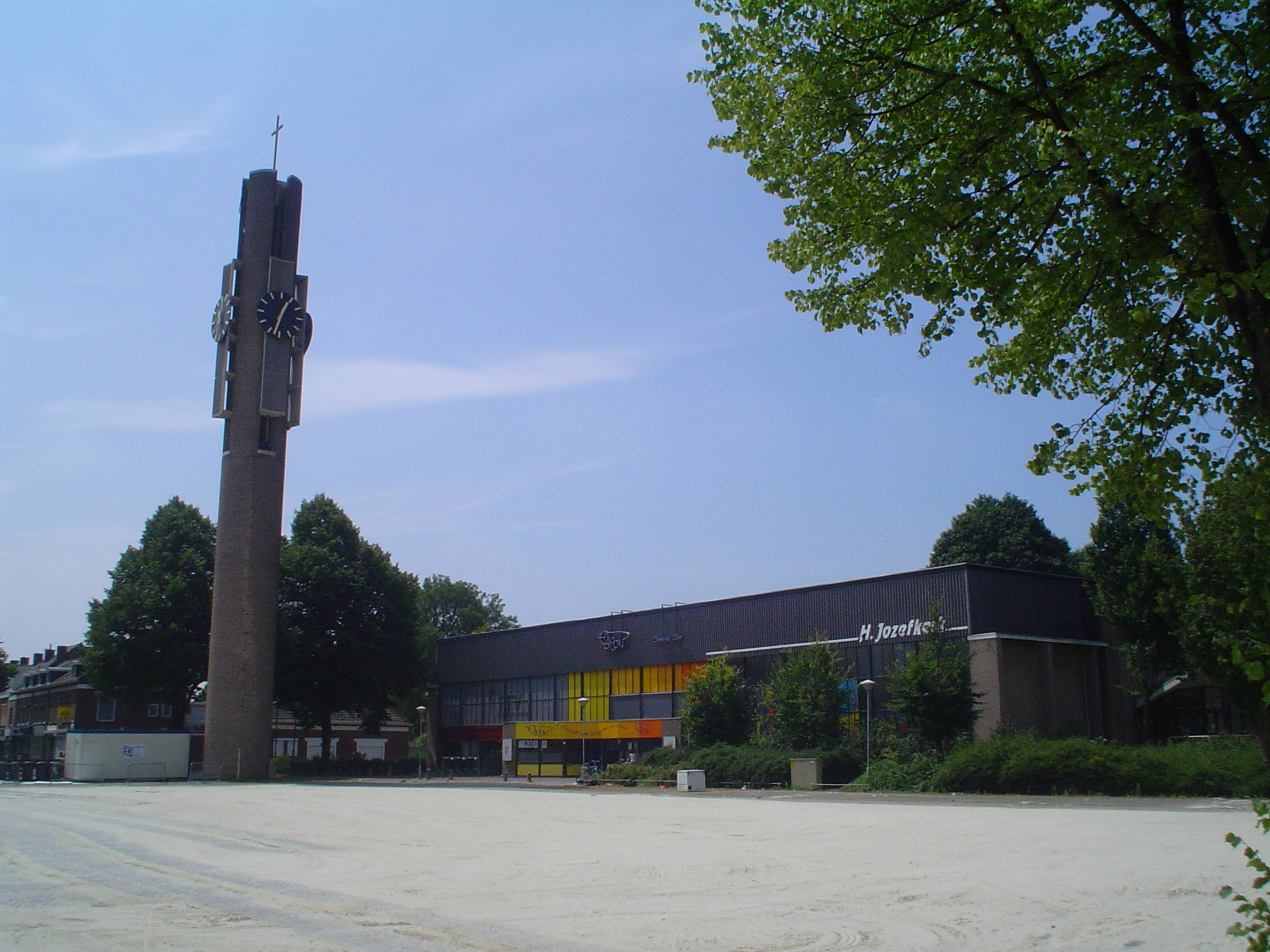
De Heilige Jozefkerk uit 1962

Op 19 oktober 1957 werd op de hoek van de Lange Kruisweg en Ceciliastraat een noodkerk in gebruik genomen.
Op 17 juli 1961 werd de eerste steen gelegd voor een nieuwe kerk aan de Burgemeester van Hoofflaan: de Heilige Jozefkerk. Het kerkgebouw was een ontwerp van architect Jan Strik uit Boxtel. Het is een moderne zaalkerk met een losstaande kerktoren. De kerk werd op 23 december 1962 in gebruik genomen. De inwijding door bisschop Bekkers volgde op 15 september 1963.
Door de afname van het kerkbezoek in de daaropvolgende jaren bleek de kerk veel te groot. Een deel van het gebouw werd verhuurd.
Hoofdplaats: Veldhoven

Buurtschappen: Berkt · Halfmijl · Heers · Hoogeind · Scherpenering · Schoot · Toterfout · Vliet · Zandoerle · Zittard

Voormalige gemeenten: Oerle · Veldhoven en Meerveldhoven · Zeelst

Noord-Brabant: Steden en dorpen      Nederland: Provincies · Gemeenten